# Gmina Kil
Gmina Kil (szw. Kils kommun) – gmina w Szwecji, w regionie Värmland, z siedzibą w Kil.
Pod względem zaludnienia Kil jest 188. gminą w Szwecji. Zamieszkuje ją 11 844 osób, z czego 49,85% to kobiety (5904) i 50,15% to mężczyźni (5940). W gminie zameldowanych jest 292 cudzoziemców. Na każdy kilometr kwadratowy przypada 32,99 mieszkańca. Pod względem wielkości gmina zajmuje 214. miejsce.